# فيرو كاريل أويستي لكرة السلة
فيرو كاريل أويستي لكرة السلة (بالإسبانية: Club Ferro Carril Oeste)‏ هو فريق كرة سلة أرجنتيني للمحترفين تأسس في سنة 1941 يقع مقره في بوينس آيرس. ينافس في دوري كرة السلة الوطني الأرجنتيني.

## الإنجازات
- دوري كرة السلة الوطني الأرجنتيني (3): 1985، 1986، 1989

### دولية
- كأس أمريكا الجنوبية لكرة السلة للأندية (3): 1981، 1982، 1987

## أبرز اللاعبين
من أبرز اللاعبين الذين لعبوا معه:
- فيديريكو كاميريتشس
- لويس سكولا

## وصلات خارجية
- الموقع الرسمي